# 京都府道619号中波見里波見線
京都府道619号中波見里波見線（きょうとふどう619ごう なかはみさとはみせん）は、京都府宮津市を通る一般府道である。

## 概要
宮津市字中波見から宮津市字里波見に至る。
宮津市北部の完結する路線である。宮津市北部から与謝郡伊根町本庄までを結ぶルートのうち、宮津市字下世屋から内陸の宮津市日ヶ谷地区を経由する京都府道621号下世屋本庄線と、宮津市養老地区や与謝郡伊根町平田地区など海沿いを経由する国道178号とを連絡している。

### 路線データ
- 起点：宮津市字中波見（エコパーク前交差点、京都府道621号下世屋本庄線交点）
- 終点：宮津市字里波見（波見口交差点、国道178号交点）
- 総延長：1.4532 km[1]

## 地理
波見川右岸を東に向かって走行する。上流の奥波見集落方面から京都府道621号下世屋本庄線を経て本路線との交点を右折せずに直進すると本路線に進入し、およそ1.5 kmで国道178号に達する。

### 通過する自治体
- 京都府
  - 宮津市

### 交差する道路
| 交差する道路              | 交差する場所 | 交差する場所              |
| ------------------------- | ------------ | ------------------------- |
| 京都府道621号下世屋本庄線 | 字中波見     | エコパーク前交差点 / 起点 |
| 国道178号 国道482号 重複  | 字里波見     | 波見口交差点 / 終点       |

### 沿線
自然
- 弥助山

神社・仏閣
- 高峰神社
- 自性寺

余暇・観光
- 京都府立丹後海と星の見える丘公園（丹後エコパーク）
- 里波見海水浴場